# Нижньовербізька сільська територіальна громада
Нижньовербізька сільська громада — територіальна громада в Україні, в Коломийському районі Івано-Франківської області. Адміністративний центр — село Нижній Вербіж.
Площа громади — 96,6 км², населення — 13 317 мешканців (2020).
Утворена 12 вересня 2016 року шляхом об'єднання Великоключівської, Верхньовербізької, Мишинської та Нижньовербізької сільських рад Коломийського району.
12 червня 2020 року розширена шляхом долучення Ковалівської та Спаської сільських рад Коломийського району.

## Населені пункти
До складу громади входять 6 сіл:
- Великий Ключів
- Верхній Вербіж
- Ковалівка
- Мишин
- Нижній Вербіж
- Спас